# مپا موندی

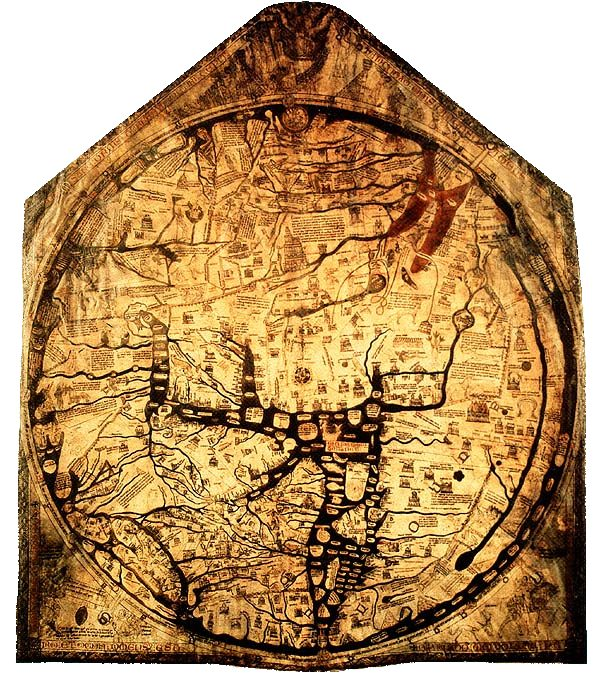
مپا موندی

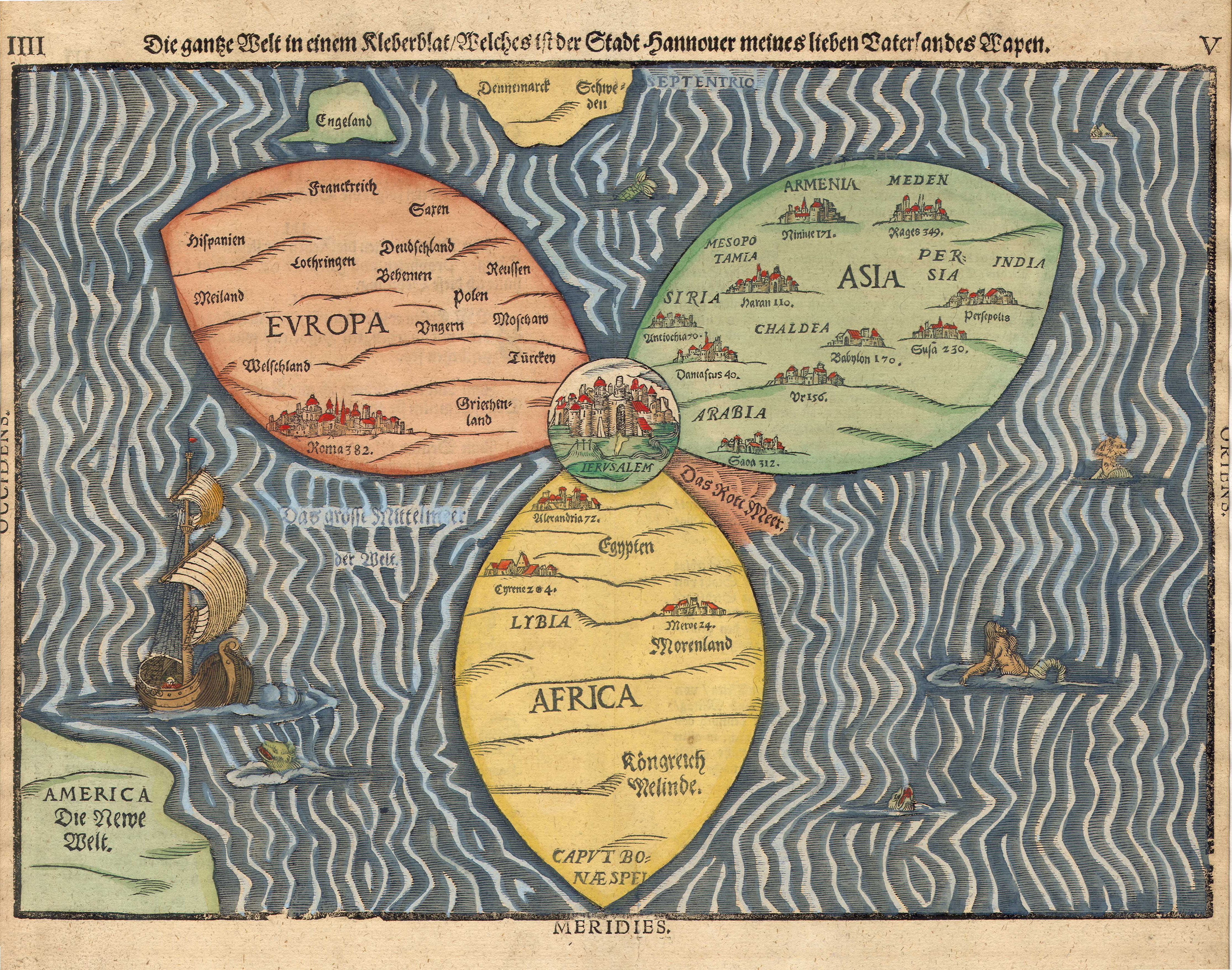
نقشهٔ مپا موندی به شکل گُلِ سه‌برگ از جهان که در سال ۱۵۸۱ میلادی توسط هنریش بونتینگ ترسیم‌شد. در نقشه مرکز دنیا شهر مُقدس اورشلیم است و نام پرشیا و تخت جمشید در برگ سبز نقشه یا قاره آسیا، رسم شده‌است.

مپا موندی تلفظ لاتین ([ˈmappa ˈmʊndi:]) نقشه‌ای از جهان است که در قرون وسطی (اواخر قرن سیزدهم میلادی) ترسیم شده است. این نقشه در کلیسای هرفورد انگلستان نگهداری می‌شود. مپا موندی دایره‌ای شکل است و در مرکز آن اورشلیم قرار دارد. در پیرامون اورشلیم نیز کشورهای شناخته شده اروپا، آسیا و آفریقا قرار گرفته‌اند.